# Nau de Josep Lacueva
La Nau de Josep Lacueva és una obra de Sabadell (Vallès Occidental) inclosa a l'Inventari del Patrimoni Arquitectònic de Catalunya.

## Descripció
Nau industrial construïda en els patis interiors que comuniquen els habitatges del c/ Sant Pau, 47 i c/ del Sol, 54, encaixada entre les parets mitgeres dels habitatges situats al nord i al sud i sense cap accés directe al carrer. Consta de planta baixa i pis o altells, separats a nivell de façana per dues línies de maons paral·leles. Les façanes estan ordenades a partir de tres franges verticals separades per pilastres, essent la central més ampla que les laterals. La façana est presenta tres obertures a cada planta, amb una porta d'accés central i porta i finestra laterals en planta baixa, i tres finestres a la primera planta, les laterals d'arc rebaixat i la central amb llinda. La façana oest presenta porta central i finestra lateral a la planta baixa i dues finestres de les mateixes característiques que les de la façana est a la primera planta. L'obertura esquerra d'aquesta planta és una porta que comunica amb la primera planta de l'habitatge del c/ Sant Pau. La coberta està construïda a dos nivells, amb un cos central elevat a dues aigües amb els laterals de vidre que proporcionen llum zenital i dos cossos laterals a una aigua inclinats cap el centre.

## Història
Aquesta nau va ser construïda probablement el 1872 per la família Munné, la qual va comprar les finques que donen accés a l'edifici el 1871 i 1872. Les obres haurien estat dirigides pel mestre d'obres Josep Lacueva Sanfeliu. Segons les llicències industrials lligades a l'edifici, fins al 1901 es va destinar a taller de manyà. Després sembla que la nau va formar part de les instal·lacions d'un col·legi femení de les religioses franceses de Sant Josep de Cluny. El 1924 les instal·lacions són ocupades per Manel Saladich Casanovas, el qual les farà servir primer com a magatzem i després com a despatx de venda a l'engròs. A partir de 1948 canvien els llogaters i l'espai es destinà a oficines i magatzem.